# Hypostomus fluviatilis
Hypostomus fluviatilis är en fiskart som först beskrevs av Schubart, 1964.  Hypostomus fluviatilis ingår i släktet Hypostomus och familjen Loricariidae. Inga underarter finns listade i Catalogue of Life.